# Colin Viljoen
Pour les articles homonymes, voir Viljoen.
Colin Viljoen (né le 20 juin 1948 à Johannesbourg en Afrique du Sud) est un joueur de football sud-africain, international anglais.

## Biographie
Natif de Johannesbourg en Afrique du Sud, Viljoen commence sa carrière dans le club des Johannesburg Rangers avant de partir rejoindre le vieux continent du côté de l'Angleterre pour Ipswich en 1966.
Il passe en tout douze ans à Portman Road, jouant 305 matchs et totalisant deux sélections internationales avec l'Angleterre en 1975.
En 1978, il débarque à Manchester City, avant de signer pour Chelsea pour la somme de £60 000 en 1980. Il quitte le club à la fin de la saison 1981-82, pour signer dans le club non professionnel de Southall FC.